# Dororo to Hyakkimaru
Dororo to Hyakkimaru (どろろと百鬼丸, littéralement « Dororo et Hyakkimaru ») est une série d'animation japonaise réalisée par le studio d'animation d'Osamu Tezuka, Mushi Production, et diffusée sur Fuji TV entre le 6 avril 1969 et le 28 septembre 1969.
Il s'agit de l'adaptation de Dororo, un manga d'Osamu Tezuka paru dans les années 1960.
Cette adaptation inaugure la série des World Masterpiece Theater, un projet de séries d'anime pour Fuji TV qui consistait à adapter chaque année un classique de la littérature d'enfance et de jeunesse.
Le manga en question fut de nouveau adapté en série d'animation en 2019 sous le simple titre de Dororo.

## Synopsis
L'animé, se déroulant durant l'époque Sengoku, conte l'histoire de Hyakkimaru, jeune homme dont 48 parties du corps sont offertes à 48 démons au moment de sa naissance. Son père a, en effet, conclu un pacte avec eux afin d'acquérir des pouvoirs. Il abandonne aussitôt son fils qui est élevé par un médecin. Celui-ci remplace les parties manquantes du corps de Hyakkimaru par des prothèses, dont certaines s'avèrent être des armes (par exemple, ses faux bras cachent des sabres).
Comme la vue, l'ouïe et ses autres sens lui ont été dérobés, le jeune homme développe des sens surnaturels qui lui permettent de se défendre face aux démons. À chaque fois qu'il bat l'un d'eux, il récupère une des parties manquantes de son corps.

## Personnages
- Hyakkimaru : Personnage principal de l'animé, il est dépourvu de 48 parties de son corps et chasse les 48 démons qui les possèdent pour les récupérer.

- Dororo : C'est un enfant orphelin et voyou qui croise le chemin de Hyakkimaru et va le suivre à travers le Japon.

## Liste des épisodes
| Ép | Titre anglais                             | Titre japonais       | Titre japonais                      | Date de 1re diffusion |
| Ép | Titre anglais                             | Kana                 | Rōmaji                              | Date de 1re diffusion |
| -- | ----------------------------------------- | -------------------- | ----------------------------------- | --------------------- |
| 01 | Hyakkimaru-no-maki, pt 1                  | 百鬼丸の巻・その一   | Hyakki maru no maki sono ichi       | 6 avril 1969          |
| 02 | Hyakkimaru-no-maki, pt 2                  | 百鬼丸の巻・その二   | Hyakki maru no maki sono ni         | 13 avril 1969         |
| 03 | The Evil Monster Bandai-no-maki, pt 1     | 妖怪万代の巻・その一 | Mandai no maki sono ichi            | 20 avril 2009         |
| 04 | The Evil Monster Bandai-no-maki, pt 2     | 妖怪万代の巻・その二 | Mandai no maki sono ni              | 27 avril 1969         |
| 05 | Muzan-cho-no-maki, pt 1                   | 無残帖の巻・その一   | Muzanchou no maki sono ichi         | 4 mai 1969            |
| 06 | Muzan-cho-no-maki, pt 2                   | 無残帖の巻・その二   | Muzanchou no maki sono ni           | 11 mai 1969           |
| 07 | The Monster's Sword: Nihiru-no-maki, pt 1 | 妖怪似蛭の巻・その一 | You katana nihiru no maki sono ichi | 18 mai 1969           |
| 08 | The Monster's Sword: Nihiru-no-maki, pt 2 | 妖怪似蛭の巻・その二 | You katana nihiru no maki sono ni   | 25 mai 1969           |
| 09 | Banmon-no-maki, pt 1                      | ばんもんの巻・その一 | Banmonno maki sono ichi             | 1er juin 1969         |
| 10 | Banmon-no-maki, pt 2                      | ばんもんの巻・その二 | Banmonno maki sono ni               | 8 juin 1969           |
| 11 | Banmon-no-maki, pt 3                      | ばんもんの巻・その三 | Banmonno maki sono san              | 15 juin 1969          |
| 12 | Hakumenfudo-no-maki, pt 1                 | 白面不動の巻・その一 | Hakumen fudou no maki sono ichi     | 22 juin 1969          |
| 13 | Hakumenfudo-no-maki, pt 2                 | 白面不動の巻・その二 | Hakumen fudou no maki sono ni       | 29 juin 1969          |
| 14 | Kajirinkon                                | かじりんこん         | Youkai kajirinkon                   | 6 juillet 1969        |
| 15 | Inai-Inai-Mura                            | いないいない村       | Inaiinai mura                       | 13 juillet 1969       |
| 16 | Yoba Midoro-no-maki                       | 妖馬みどろ           | You uma midoro                      | 20 juillet 1969       |
| 17 | Monster Donburibara                       | 妖怪どんぶりばち     | Youkai donburibara                  | 27 juillet 1969       |
| 18 | The Sea-Monster Bira-Bira                 | 海獣ビラビラ         | Kaijuu BIRABIRA                     | 3 août 1969           |
| 19 | The Thunder-Fire Dog                      | 雷火犬               | Raikaken                            | 10 août 1969          |
| 20 | Onburaki                                  | おんぶら鬼           | Onbura oni                          | 17 août 1969          |
| 21 | Maimaionba                                | まいまいおんば       | Maimaionba                          | 24 août 1969          |
| 22 | Monster Monmon                            | 妖怪もんもん         | Youkai monmon                       | 31 août 1969          |
| 23 | The Huge Man-Eating Tree                  | 人喰い大木           | Hitokui taiboku                     | 7 septembre 1969      |
| 24 | Shikanyudo                                | 四化入道             | Shike nyuudou                       | 14 septembre 1969     |
| 25 | The Monster Tsuchibozu                    | 妖怪土坊主           | Youkai tsuchi bouzu                 | 21 septembre 1969     |
| 26 | The Last Monster                          | 最後の妖怪           | Saigo no youkai < owari >           | 28 septembre 1969     |

## Fiche technique
- Titre : Dororo to Hyakkimaru
- Titre anglais : Dororo and Hyakkimaru
- Studio d'animation : Mushi Production
- Réalisateur : Gisaburō Sugii
- Scénario : Yoshitake Suzuki, Tooru Sawaki, Shûji Hirami, Taku Sugiyama
- Storyboard : Yoshiyuki Tomino
- Directeur d'épisode : Osamu Dezaki, Yoshiyuki Tomino
- Compositeur : Isao Tomita
- Créateur : Osamu Tezuka (manga)
- Directeur artistique : Hachiro Tsukima
- Directeur de l'animation : Hideaki Kitano, Teruhito Ueguchi
- Directeur sonore : Atsumi Tashiro
- Directeur de la photographie : Akifumi Kumagai
- Producteur : Tatsuo Shibayama
- Animation : Mitsuo Shindo, Shingo Araki
- Dessinateur d'arrière plan : Sadakazu Akashi
- Caméra : Akihiko Mori
- Couleur : Tomiko Takahashi
- Édition : Noriyoshi Matsuura
- Animation intermédiaire : Yoshiaki Kawajiri
- Assistant de production : Shuichi Kanazawa
- Setting : Chikao Katsui, Yoshitake Suzuki
- Effets sonores : Mitsuru Kashiwabara
- Supervision : Tatsuo Ikeuchi
- Chanson thème : Dororo no Uta de Toshiko Fujita (générique d'ouverture)

## Doublage
| Personnages               | Personnages               | Voix japonaises   |
| ------------------------- | ------------------------- | ----------------- |
| Dororo                    | Dororo                    | Minori Matsushima |
| Hyakkimaru                | Hyakkimaru                | Nachi Nozawa      |
| Chef du village           | Chef du village           | Eken Mine         |
| Kagemitsu Daigo/ Tanosuke | Kagemitsu Daigo/ Tanosuke | Gorō Naya         |
| Bandai/ Nui-nokata        | Bandai/ Nui-nokata        | Haruko Kitahama   |
| Tahomaru                  | Tahomaru                  | Hideo Nakamura    |
| Zatou                     | Zatou                     | Junpei Takiguchi  |
| Kane-kozo                 | Kane-kozo                 | Kinto Tamura      |
| Sayo                      | Sayo                      | Michiko Nomura    |
| Mio                       | Mio                       | Reiko Mutoh       |